# نگاه‌کردن به خورشید
نگاه‌کردن به خورشید (آلمانی: In die Sonne schauen) یا آوای سقوط (انگلیسی: Sound of Falling) یک فیلم درام آلمانی به کارگردانی ماشا شیلینسکی محصول سال ۲۰۲۵ است.
داستان فیلم دربارهٔ چهار نسل از دختران است که با مزرعه‌ای در منطقه آلت‌مارک آلمان به یکدیگر پیوند خورده‌اند.
این فیلم نخستین نمایش جهانی خود را در بخش رقابتی اصلی هفتاد و هشتمین جشنواره فیلم کن در تاریخ ۱۴ مه ۲۰۲۵ تجربه کرد و موفق به کسب جایزه هیئت داوران شد.